# Lutschanen
Die Lutschanen (Lučanen, tschechisch Lučané, lateinisch Liusena) waren ein westslawischer Stamm im Nordwesten Böhmens.

## Lage
Das Siedlungsgebiet der Lutschanen lag an der oberen Eger und wahrscheinlich südlich davon. Erwähnt ist die Burg Draguš beim heutigen Postoloprty.

## Geschichte
Die Chronica Boemorum des Cosmas von Prag aus dem 12. Jahrhundert ist die wichtigste schriftliche Quelle. Die Berichte über das 9. Jahrhundert haben allerdings noch legendenhaften Charakter.
Bekannt ist vor allem der sogenannte Lutschanenkrieg (863?) zwischen den Lutschanen unter Vlastislav und Přemysliden unter Neklan "in campo qui dicitur turzko", wahrscheinlich bei Tursko nördlich von Prag.
Im Jahr 1086 werden in einer Urkunde, (die wahrscheinlich die Verhältnisse 973 beschreibt), Liusena zwischen Sedlitschanen und Datschianen erwähnt.